# Kim Min-jae (diễn viên, sinh 1996)
Đây là một tên người Triều Tiên, họ là Kim.
Kim Min-jae (Hangul: 김민재, sinh ngày 1 tháng 11 năm 1996) là một nam diễn viên Hàn Quốc. Anh ra mắt với tư cách là một diễn viên trong bộ phim Persevere, Goo Hae Ra. Anh còn biết đến với vai diễn trong bộ phim Twenty Again và Because It's The First Time. Anh đã tham gia một cuộc thi rap trong chương trình truyền hình Show Me the Money 4.

## Đầu đời
Kim Min Jae sinh ngày 1 tháng 11, 1996 tại Daegu, Hàn Quốc. Anh bắt đầu tại Celebrity Bromance và bắt đầu đào tạo tại trường cấp ba. Anh là một vũ công đường phố và giành được nhiều sự chú ý. Anh đã bắt đầu học tại Đại học Chung-Ang vào tháng 3 năm 2016, cùng thời điểm và cùng trường học giống như Yeo Jin Goo Đại học Chung Ang nổi tiếng với biểu diễn nghệ thuật lớn. Nhiều nghệ sĩ nổi tiếng lớn như Kim Soo Hyun, Park Shin Hye, Ko Ah Ra, Shin Se Kyung, Hyun Bin, Go So Young và Kim Hee Sun đã học ngành biễu diễn nghệ thuật tại đại học Chung Ang.

## Sự nghiệp
Kim Min Jae ra mắt với tư cách diễn viên vào năm 2015 nhưng anh có thể nhảy, rap và hát rất tốt. Anh đã xuất hiện trong sân khấu âm nhạc của CJ E&M với tư cách là rapper vào năm 2014 và là biên đạo nhảy trên Youtube vào 2014. Anh đã được tiết lộ từ thực tập sinh thế hệ đầu của CJ E&M. Anh đã chuẩn bị cho sự ra mắt với tư cách là một ca sĩ khi anh tham gia bộ phim 'Perseverance Goo Hae Ra (2015)' của Mnet. Từ đó, anh tham gia nhiều phim và chương trình thực tế. Hiện nay anh được biết đến như một diễn viên tân binh. Nhiều người nói rằng anh nhìn giống như diễn viên Song Joong Ki và Yeo Jin Goo.

## Danh sách phim

### Phim
| Năm  | Nhan đề    | Vai trò          | Tham khảo |
| ---- | ---------- | ---------------- | --------- |
| 2018 | Love+Sling | Sung-woong       | [ 10 ]    |
| 2018 | Feng Shui  | Hiếu Minh Thế tử | [ 11 ]    |

### Phim truyền hình
| Năm       | Nhan đề                                    | Kênh    | Vai diễn                           | Ghi chú             | Tham khảo |
| --------- | ------------------------------------------ | ------- | ---------------------------------- | ------------------- | --------- |
| 2014      | Tuổi thanh xuân                            | VTV3    | Kay                                |                     | [ 12 ]    |
| 2014      | I Need Romance 3                           | tvN     | Idol thực tập (khách mời)          |                     | [ 12 ]    |
| 2015      | Second Time Twenty Years Old               | tvN     | Kim Min Soo                        |                     |           |
| 2015      | Because It's The First Time                | OnStyle | Seo Ji-An                          |                     |           |
| 2015      | Perseverance, Goo Haera                    | Mnet    | Sa Ki Joon                         |                     | [ 13 ]    |
| 2015      | The Producers                              | KBS2    | Chính mình Khách mời (tập 4,10,12) |                     | [ 14 ]    |
| 2016      | My Little Baby                             | MBC     | Yoon Min                           |                     | [ 15 ]    |
| 2016      | Người thầy y đức                           | SBS     | Park Eun-Tak                       |                     |           |
| 2016      | Yêu tinh                                   | tvN     | Vua lúc trẻ                        |                     | [ 16 ]    |
| 2017      | The Best Hit                               | KBS2    | Lee Ji Hoon                        | Vai chính           | [ 17 ]    |
| 2018      | Tempted                                    | MBC     | Lee Se-joo                         | Vai chính           | [ 18 ]    |
| 2018      | Quý ngài Ánh dương                         | tvN     | Do-mi lúc lớn (khách mời)          |                     | [ 19 ]    |
| 2019      | Biệt đội hoa hòe: Trung tâm mai mối Joseon | JTBC    | Ma hoon                            | Vai chính           |           |
| 2020      | Người thầy y đức 2                         | SBS     | Park Eun-Tak                       |                     |           |
| 2020      | Anh có thích Brahms?                       | SBS     | Park Joon Young                    | Vai chính           | [ 20 ]    |
| 2021      | Da Li và hoàng tử ngổ ngáo                 | KBS2    | Jin Moo Hak                        | Vai chính           | [ 21 ]    |
| 2022–2023 | Bác sĩ Yoo Se Poong                        | tvN     | Yoo Se-poong                       | Vai chính (Mùa 1–2) | [ 22 ]    |

### Chương trình thực tế
| Năm  | Nhan đề             | Vai trò            | Kênh        | Ghi chú                                                   |
| ---- | ------------------- | ------------------ | ----------- | --------------------------------------------------------- |
| 2015 | Show Me the Money 4 | Thí sinh           | Mnet        | Tập 1 và 2                                                |
| 2015 | Section TV          | Khách mời          | MBC         | Với Kim Sae-ron                                           |
| 2015 | Mari and Me         |                    | JTBC        |                                                           |
| 2015 | Radio Star          | Khách mời          | MBC         | Tập 456                                                   |
| 2016 | Celebrity Bromance  | Khách thường xuyên | MBig TV     | Mùa 1 với V (BTS)                                         |
| 2016 | Section TV          | Khách mời          | MBC         | với Oh Ji-ho, Lee Soo-kyung, Nam Ji-hyun & Jung Soo-young |
| 2016 | Video Star          | Khách mời          | MBC Every 1 |                                                           |

### Xuất hiện trong video ca nhạc
| Năm  | Bài hát           | Ca sĩ          | Tham khảo |
| ---- | ----------------- | -------------- | --------- |
| 2015 | "Celepretty"      | Park Bo-ram    | [ 24 ]    |
| 2015 | "Good Luck"       | Hong Dae-kwang | [ 25 ]    |
| 2017 | "Would U"         | Red Velvet     | [ 26 ]    |
| 2019 | "이 마음 (Heart)" | Punch          | [ 27 ]    |

### Dẫn chương trình
| Tiêu đề          | Vai trò  | Kênh | Ngày                                       | Ghi chú         |
| ---------------- | -------- | ---- | ------------------------------------------ | --------------- |
| Show! Music Core | MC chính | MBC  | 21 tháng 11 năm 2015 – 24 tháng 9 năm 2016 | với Kim Sae-ron |

## Danh sách đĩa nhạc
| Năm  | Tiêu đề                                                       | Album                                                            |
| ---- | ------------------------------------------------------------- | ---------------------------------------------------------------- |
| 2015 | "Star" (with Solar)                                           | Twenty Again OST - Phát hành: 1 tháng 10 năm 2015                |
| 2015 | "The Feeling" (với Lee Yoon Chan, Park So-dam & Lee Yi-kyung) | Because It's The First Time OST - Phát hành: 8 tháng 10 năm 2015 |
| 2017 | "Dream" (với Younha)                                          | Hit the Top OST                                                  |

## Giải thưởng và đề cử
| Giải thưởng          | Năm  | Thể loại                                                                    | Đề cử                                                          | Kết quả   | Tham khảo     |
| -------------------- | ---- | --------------------------------------------------------------------------- | -------------------------------------------------------------- | --------- | ------------- |
| APAN Star Awards     | 2018 | Diễn viên mới xuất sắc                                                      | Tempted                                                        | Đề cử     | [ 29 ]        |
| APAN Star Awards     | 2021 | Giải xuất sắc, diễn viên theo mini sê ri                                    | Anh có thích Brahms?                                           | Đề cử     | [ 30 ] [ 31 ] |
| Asia Artist Awards   | 2020 | Giải phổ biến (diễn viên)                                                   | Kim Min-jae                                                    | Đề cử     | [ 32 ]        |
| Baeksang Arts Awards | 2017 | Diễn viên mới xuất sắc – Truyền hình                                        | Người thầy y đức                                               | Đề cử     | [ 33 ]        |
| MBC Drama Awards     | 2018 | Diễn viên mới xuất sắc                                                      | Tempted                                                        | Đề cử     | [ 34 ]        |
| KBS Drama Awards     | 2021 | Giải xuất sắc, diễn viên theo mini sê ri                                    | Da Li và hoàng tử ngổ ngáo                                     | Đoạt giải | [ 35 ]        |
| KBS Drama Awards     | 2021 | Giải cặp đôi xuất sắc                                                       | Kim Min-jae cùng với Park Gyu-young Da Li và hoàng tử ngổ ngáo | Đoạt giải | [ 36 ]        |
| SBS Drama Awards     | 2016 | Giải ngôi sao mới                                                           | Dr. Romantic                                                   | Đoạt giải | [ 37 ]        |
| SBS Drama Awards     | 2020 | Giải xuất sắc, diễn viên theo mini sê ri phim truyền hình huyền ảo/lãng mạn | Anh có thích Brahms?                                           | Đoạt giải | [ 38 ]        |
| SBS Drama Awards     | 2020 | Giải cặp đôi xuất sắc                                                       | Kim Min-jae cùng với Park Eun-bin Anh có thích Brahms?         | Đoạt giải | [ 39 ]        |
| Giải thưởng Soompi   | 2019 | Giải vai phụ xuất sắc                                                       | Tempted                                                        | Đề cử     | [ 40 ]        |
| The Seoul Awards     | 2017 | Diễn viên mới xuất sắc (Drama)                                              | Hit the Top                                                    | Đề cử     | [ 41 ]        |

## Liên kết
- Kim Min-jae trên Instagram
- Kim Min-jae trên HanCinema
- Kim Min-jae (diễn viên, sinh 1996) tại Korean Movie Database
- Kim Min-jae trên IMDb